# Bomba de calor y ciclo de refrigeración
Los ciclos termodinámicos de bomba de calor o los ciclos de refrigeración son los modelos conceptuales y matemáticos para bombas de calor y refrigeradores. Una bomba de calor es una máquina o dispositivo que mueve el calor de un lugar (la "fuente”) a una temperatura inferior a otra ubicación (el "sumidero " o " disipador de calor ' ) a una temperatura superior con trabajo mecánico o una fuente de calor de alta temperatura. Así, una bomba de calor puede ser pensado como un " calentador " si el objetivo es calentar el disipador de calor (como cuando se calienta el interior de una casa en un día frío) o un  "refrigerador" si el objetivo es enfriar la fuente de calor (como en el funcionamiento normal de una nevera). En cualquier caso, los principios de funcionamiento son idénticos. El calor se traslada de un lugar frío a un lugar cálido.

## Ciclos termodinámicos
De acuerdo con la segunda ley de la termodinámica el calor no puede fluir espontáneamente desde una ubicación más fría a una zona más caliente; Se requiere trabajo para lograr esto. Un acondicionador de aire que requiere trabajo para enfriar un espacio habitable, moviendo el calor desde el interior del ambiente (la fuente de calor) hacia el exterior más caliente (el disipador de calor). Del mismo modo, un refrigerador mueve calor desde dentro de la nevera fría (la fuente de calor) hacia la temperatura más caliente del aire en la cocina (el disipador de calor). El principio de funcionamiento del ciclo de refrigeración, fue descripto  matemáticamente por Sadi Carnot en 1824 como un motor térmico. Una bomba de calor puede considerarse como motor térmico que funciona a la inversa.
Bomba de calor y los ciclos de refrigeración se pueden clasificar como de compresión de vapor, absorción de vapor, el ciclo de gas, o los tipos de ciclo de Stirling .

### Ciclo de compresión del gas refrigerante
El ciclo de compresión del gas refrigerante se usa en la mayoría de los refrigeradores domésticos, así como en muchos de los grandes sistemas de refrigeración comerciales e industriales. Figura 1 proporciona un diagrama esquemático de los componentes de un sistema típico de refrigeración de compresión del gas.

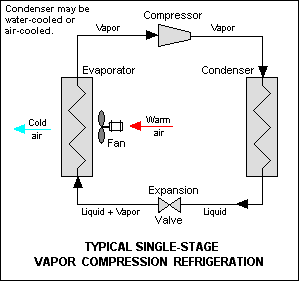
Figura 1:Refrigeración de compresión de vapor

El ciclo termodinámico puede ser analizado en un diagrama como se muestra en la figura 2. En este ciclo, un refrigerante que circula como por ejemplo el Freón, entra en el compresor en estado gaseoso. El gas es comprimido a entropía constante y sale del compresor sobrecalentado. El gas sobrecalentado viaja a través del condensador o unidad condensadora donde se enfría y se licúa, ayudado con el ventilador de la unidad condensadora, y pasa a estado líquido mediante la eliminación de calor a presión y temperatura constantes. El refrigerante ya en estado líquido, pasa a través de la válvula de expansión (también denominada válvula de mariposa), donde su presión disminuye abruptamente, causando el cambio a estado gaseoso. haciendo que el gas se expanda. Al expandirse, ya dentro de la unidad evaporadora, el gas tiende a enfriarse, pero a la vez absorbe calor del serpentín que atraviesa dicha unidad, y mantiene su temperatura constante, provocando el enfriamiento del serpentín y los disipadores que lo rodean y que son aireados por el ventilador que contiene la unidad evaporadora.

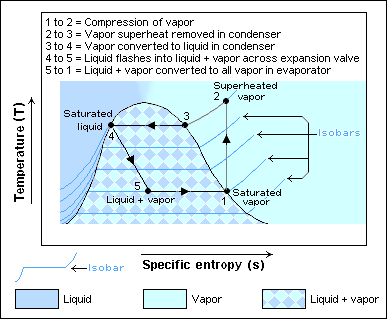
Figura 2:Diagrama temperatura – entropía del ciclo de compresión del gas.

Este punto del proceso en detalle resulta en una mezcla de líquido y gas, a baja temperatura y presión. Esta mezcla de líquido y gas frío se desplaza a través de los tubos que conforman el serpentín por dentro del evaporador o unidad evaporadora (nótese que la denominación de la unidad evaporadora se mantiene por la aplicación práctica original del ciclo termodinámico de Carnot, que fue con agua líquida y en su estado gaseoso, vapor) y en su camino a través del serpentín, adquiere completamente estado gaseoso de nuevo. El gas refrigerante resultante regresa a la entrada del compresor para ser licuado de nuevo y completar el ciclo termodinámico.
La discusión anterior se basa en el ciclo de refrigeración teórico de compresión de los gases denominados "ideales" y no toma en cuenta los efectos del mundo real como la fricción, la caída de presión en el sistema, pequeñas irreversibilidades durante la compresión del gas refrigerante y el comportamiento no ideal del gas en la realidad del mundo físico.

### Ciclo de absorción de vapor
En los primeros años del siglo XX, el ciclo de absorción de vapor usando sistemas agua-amoníaco era popular y ampliamente utilizado pero, después del desarrollo del ciclo de compresión de vapor, perdió mucho de su importancia debido a su bajo coeficiente de rendimiento (aproximadamente una quinta parte de la del ciclo de compresión de vapor). Hoy en día, se utiliza el ciclo de absorción de vapor solamente cuando el calor es más fácil de conseguir que la electricidad, como los residuos de calor proporcionado por colectores solares, o fuera de la red de refrigeración en vehículos recreativos
El ciclo de absorción es similar al ciclo de compresión, excepto para el método de elevar la presión del vapor refrigerante. En el sistema de absorción, el compresor se sustituye por un absorbedor que disuelve el refrigerante en un líquido adecuado, un líquido que aumenta la presión de la bomba y un generador de calor que, además, pone en marcha el vapor refrigerante desde el líquido de alta presión. Algunos trabajos son requerido por la bomba líquida pero, para una determinada cantidad de refrigerante, es mucho menor que la necesaria por el compresor en el ciclo de compresión de vapor. En un refrigerador de absorción, se utiliza una combinación adecuada de refrigerante y absorbente. Las combinaciones más comunes son el amoniaco (refrigerante) y agua (absorbente) y agua (refrigerante) y bromuro de litio (absorbente).

### Ciclo del gas
Cuando el fluido de trabajo es un gas que es comprimido y expandido pero no cambia la fase, el ciclo de refrigeración se llama un ciclo de gas. Aire es más a menudo este fluido de trabajo. Como no existe condensación y evaporación en un ciclo de gas, componentes correspondiente al condensador y el evaporador de un ciclo de compresión de vapor son los intercambiadores de calor gas-gas caliente y frío.
Para temperaturas extremas, dado que un ciclo de gas puede ser menos eficaz que un ciclo de compresión de vapor porque el gas trabaja en el ciclo Brayton inverso en lugar de un ciclo Rankine inverso. Por lo tanto, el fluido de trabajo no recibe o rechaza calor a temperatura constante. En el ciclo de gas, el efecto de refrigeración es igual al producto del calor específico del gas y el aumento de la temperatura del gas en el lado de baja temperatura. Por lo tanto, para la misma carga de enfriamiento, máquinas de ciclo de refrigeración de gas requieren un mayor caudal de masa, que a su vez aumenta su tamaño
Debido a su rendimiento más bajo y bulto más grande, el ciclo de evaporadores no se aplica a menudo en refrigeración terrestre. La máquina de ciclo de aire es muy común, sin embargo, en aviones a reacción de turbina de gas; ya que el aire comprimido está fácilmente disponible en secciones del compresor de los motores. Unidades de refrigeración y ventilación de los aviones también sirven al propósito de calefacción y presurización de la cabina del avión.

### El Motor Stirling
El motor de calor de ciclo Stirling se puede conducir en reversa, utilizando una energía mecánica de entrada para transferencia de calor de la unidad en un sentido invertido (es decir, una bomba de calor o refrigerador). Hay varias configuraciones de diseño para este tipo de dispositivos que se pueden construir. Varias de estas configuraciones requieren juntas rotativas o deslizantes, que pueden introducir compensaciones difíciles entre las pérdidas por fricción y pérdidas de refrigerante.

### Comparación con la producción combinada de calor y electricidad (CHP)
Una bomba de calor puede ser comparada con una producción combinada de calor y electricidad (CHP), para que una planta de condensación de vapor, como interruptores para producir calor, energía eléctrica se pierde o no se encuentra disponible, así como la potencia utilizada en una bomba de calor no está disponible. Normalmente por cada unidad de energía perdida, luego 6 unidades de calor estarán disponibles en cerca de 90 °C. Así CHP tiene un eficaz coeficiente de rendimiento (COP) en comparación con una bomba de calor de 6% en promedio . Porque las pérdidas son proporcionales al cuadrado de la corriente, durante las temporadas altas pérdidas son mucho mayores que esto y es probable que generalizada es decir ciudad uso amplio de las bombas de calor causaría sobrecarga de las redes de transmisión y distribución a menos que ellos se refuerzan considerablemente.

### Ciclo de Carnot invertido
Puesto que el ciclo de Carnot es un ciclo reversible, los cuatro procesos que lo componen, son dos isotérmicos y dos procesos isentrópicos, todo se puede invertir así. Cuando esto sucede, se llama una inversión ciclo de Carnot. Un refrigerador o bomba de calor que actúa sobre el ciclo de Carnot inverso se llama un refrigerador de Carnot y bomba de calor de Carnot respectivamente. En la primera etapa de este ciclo (proceso 1 - 2), el refrigerante absorbe el calor isotermicamente de una fuente de baja temperatura, TL, en la cantidad QL. Luego, el refrigerante es isentropicamente comprimido (proceso 2-3) y la temperatura se eleva a la fuente de alta temperatura, TH Luego a esta alta temperatura, el refrigerante rechaza calor isotermicamente en la cantidad QH (proceso 3-4). También durante esta etapa, el refrigerante cambia de un vapor saturado a líquido saturado en el condensador. Por último, el refrigerante se amplía isentropicamente donde la temperatura cae de nuevo a la fuente de baja temperatura, TL (proceso 4 - 1).

## Coeficiente de rendimiento
La eficiencia de una bomba de calor o refrigerador está dada por un parámetro llamado el coeficiente de rendimiento (COP). 
El COP de un refrigerador está dado por la siguiente ecuación: 
COP = Salida Deseada/Entrada Requerida= Efecto de Enfriamiento/Trabajo de Entrada= QL/Wnet,entrada
El COP de una bomba de calor está dada por la ecuación siguiente:
COP = Salida Deseada/Entrada Requerida =  Efecto de Calentamiento/Trabajo de Entrada= QH/Wnet,entrada
Ambos el COP de un refrigerador y una bomba de calor pueden ser más grandes que uno. Combinando estos dos resultados de ecuaciones en:
COPHP = COPR + 1 para valores fijos de QH y QL
Esto implica que COPHP será mayor que uno, porque COPR será una cantidad positiva. En el peor de los casos, la bomba de calor suministrará más energía que la que consume, por lo que es actuar como un calentador de resistencia. Sin embargo, en la realidad, como en la calefacción del hogar, algunos de QH se pierde en el aire exterior a través de tuberías, aislamiento, etc., con lo que la caída COPHP debajo de la unidad cuando la temperatura del aire exterior es demasiado baja. Por lo tanto, el sistema utilizado para casas de calor utiliza combustible. 

Para un ciclo de refrigeración ideal:
COP = TL/(TH-TL)
Para un ciclo de bomba de calor ideal:
COP = TH/(TH-TL)
Para refrigeradores y bombas de calor de Carnot, la COP se expresa en términos de temperaturas:
COPR,Carnot = 1/((TH/TL) - 1)